# Marie-Christine Vergiat
Marie-Christine Vergiat, née le 23 septembre 1956 à Roanne (Loire), est une militante associative et femme politique française. Elle est députée européenne de 2009 à 2019.

## Biographie
Marie-Christine Vergiat est la fille d’un ouvrier boucher et d’une secrétaire. En 1965, elle arrive à Chalon-sur-Saône, où elle passe le reste de son enfance et son adolescence Dijon pour faire ses études universitaires. Elle est titulaire d’une maîtrise de droit public et d’un diplôme d'études approfondies (DEA) d’histoire du droit obtenus à l'université de Bourgogne. Elle a été la compagne de Jean-Pierre Dubois, avec qui elle a une fille.

### Activités professionnelles
Chef de cabinet du maire de Chevigny-Saint-Sauveur, dans la banlieue de Dijon, de 1981 à 1983, Marie-Christine Vergiat rejoint ensuite le groupe socialiste à l’Assemblée nationale où elle travaille jusqu’en 1997, notamment comme secrétaire générale. De septembre 1997 à décembre 1999, elle est conseillère technique au cabinet de Martine Aubry. Elle  travaille ensuite jusqu'en 2009 comme agent contractuelle au ministère des Affaires sociales au sein de la Délégation interministérielle à l'innovation, à l'expérimentation sociale et à l'économie sociale, où elle a exercé notamment les fonctions d'adjointe au délégué et a assuré la veille juridique et européenne.

### Activités militantes
Elle s'engage au sein de l’Union nationale des étudiants de France (UNEF) durant ses études à l'occasion des grèves de 1976 contre la réforme des diplômes d'études universitaires générales (DEUG) et, en 1980, contre les réformes d’Alice Saunier-Seïté. 
Elle adhère au Parti socialiste, à l’automne 1980, pour faire la campagne de François Mitterrand en Côte d'or. Elle cesse d'y militer dès 1985 mais en reste membre jusqu'en 2005.
Elle est vice-présidente de la Fédération des œuvres laïques (FOL) de Seine-Saint-Denis de 2003 à 2009 et membre du conseil d'administration de la Ligue de l'enseignement de 2005 à 2013.
Elle a des responsabilités locales à la Fédération des conseils de parents d'élèves (FCPE) de 2000 à 2009.
Militante de la Ligue des droits de l'Homme depuis 1983, elle est présidente de sa section de Saint-Denis Plaine commune de 2000 à 2006, de sa fédération de Seine-Saint-Denis de 2003 à 2009 et membre de son comité central jusqu'en mars 2009 et de nouveau depuis 2019, date à laquelle elle entre à son bureau national et en devient vice-présidente jusqu'en 2024.
Elle est membre du comité exécutif d'EuroMed-Droits depuis octobre 2021.

### Activités politiques
Aux élections européennes de 2009, elle est désignée comme tête de liste du Front de gauche dans la circonscription Sud-Est (Rhône-Alpes, Provence-Alpes-Côte d'Azur et Corse). Elle est élue députée européenne le 7 juin 2009 et réélue le 25 mai 2014.
Au Parlement européen, Marie-Christine Vergiat siège au sein du groupe de la Gauche unitaire européenne/Gauche verte nordique. Elle est élue trésorière de ce groupe et désignée comme coordonnatrice des députés élus en France de 2009 à 2014. Elle est coordinatrice pour son groupe dans la commission de la culture et de l'éducation de 2009 à 2014, également coordonnatrice de la sous-commission droits de l'homme et membre de la Commission des libertés civiles, de la justice et des affaires intérieures, durant ses deux mandats. Elle a également notamment été membre de la délégation parlementaire UE-Maghreb. 
Marie Christine Vergiat renonce à se représenter aux européennes de 2019, dénonçant l'absence de liste de rassemblement à gauche. Elle soutient néanmoins celle du Parti communiste français conduite par Ian Brossat. Elle n'a cependant jamais adhéré à aucun des partis du Front de gauche.

## Publications
- Refonder la citoyenneté. Démocratie politique & démocratie sociale, (dir. avec Jean-Pierre Dubois), éd. Le Bord de l'eau, coll. « Clair & Net », 2003  (ISBN 978-2911803772).
- Changer d'Europe (avec Elisabeth Gauthier et Louis Weber), Editions du croquant, coll. « Enjeux et débats d'Espace Marx », 2013.
- Gauche : ne plus tarder, (ouvrage collectif ), Les Éditions Arcane 17, 2014.
- Pour une politique de l'égalité et de la citoyenneté, Les Éditions Arcane 17, 2014.
- Migrations forcées, discriminations et exclusion (ouvrage collectif), coordination Claude Calame et Alain Fabart, Editions du croquant, 2020[7].

## Distinctions
- Chevalière de l'ordre national du Mérite en 2001[8]